# Pierre de Fermat

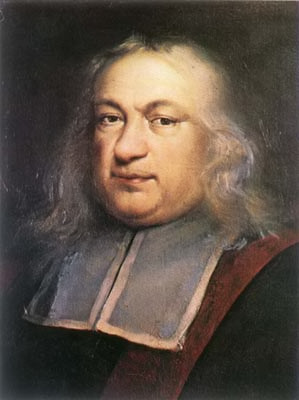
Pierre de Fermat (1607-1665)

Pierre de Fermat, född 1607 i Beaumont-de-Lomagne, död 12 januari 1665 i Castres, var en fransk domare och amatörmatematiker.

## Biografi
Frånsett en kontrovers med René Descartes angående vissa punkter i dennes analytiska geometri, förflöt Pierre de Fermats liv lugnt och tillbakadraget, och Fermat publicerade själv knappast något, men har ändå kommit att betraktas som en av sin tids främsta matematiker. Claude Gaspard Bachet de Méziriac hade till latin översatt och med kommentarer utgett Diofantos skrifter. Läsningen härav gjorde ett starkt intryck på Fermat, som i marginalen i sitt exemplar nedskrev en rad fundamentala satser, de flesta dock utan bevis.
Pierre de Fermats matematiska arbete var en hobby som han ägnade sig åt för sitt eget nöjes skull. Han ägnade sig främst åt talteori och analys. Tillsammans med Blaise Pascal var han en pionjär inom sannolikhetsläran.
Fermat kom ofta med påståenden utan att publicera sina bevis. Ett av dessa påståenden eller teorem gäller Fermats stora sats. Fermat påstod att ekvationen {\displaystyle x^{n}+y^{n}=z^{n}} för {\displaystyle n>2} saknar lösningar bland de positiva heltalen. Ingen har dock funnit något bevis nedtecknat av Fermat. Detta skapade stor huvudbry hos många framstående matematiker, fram till 1995 då Andrew Wiles presenterade ett bevis för teoremet.

## Eftermäle
Asteroiden 12007 Fermat är uppkallad efter honom.